# 成方遂冒名卫太子事件
成方遂冒名卫太子事件，又称张延年冒名卫太子事件、成方遂假冒卫太子案，指算命先生成方遂（一说名为张延年）为谋取富贵而冒名卫太子刘据的事件。

## 背景
汉武帝长子兼太子刘据因被江充等人诬陷被迫发兵起事诛杀江充，导致汉武帝以为儿子企图谋反而派丞相带兵镇压。最后太子兵败逃亡，在被追剿无路可逃之后自缢而死。後來武帝发现巫蠱之事多不真实，知道太子劉據本無反心，遂平反刘据并族灭相关人物。
漢武帝因心境受到這次事件的打擊等原因而遲遲未立太子，直到駕崩前兩日才立劉弗陵為太子。因此劉弗陵政權的正當性一直受到懷疑（但事實上劉弗陵政權的正當性基礎並無問題），於是就有野心家乘機試圖夺取政权，例如因未被立為帝而心生不滿的燕王劉旦就曾兩度試圖發動叛亂夺取政权，但两次叛乱都被发现并挫败。

## 经过
始元五年（前82年），一个自称刘据的男子来到皇宫北门外。事发当初，因为刘据被认为比刘弗陵更具有继承的正当性的原因，没有官员敢于表明意见，而右将军则带兵来到周围以应对突发情况；后来京兆尹隽不疑赶到，引用《春秋》中姬辄拒其父蒯聩而不纳的例子，肯定了刘弗陵政权的正当性基础，并以刘据为罪人为由将之送入诏狱。

## 结果
廷尉随后发现了自称刘据者的真实身份：此人名为成方遂（一说为张延年），左冯翊夏阳（治今陕西省韩城市南西少梁）人，以占卜为生，因被称貌似刘据而假冒刘据谋求荣华富贵。成方遂被以诬罔不道为由腰斩。
隽不疑的行動化解了劉弗陵皇位不保的危机，进一步奠定了刘弗陵政权的正当性，并且确保了霍光作为辅政大臣的地位。因此，其被天子刘弗陵和大将军霍光赞许是顾全大局，并由此在当时的朝廷中获得了极高评价。
此外，这一事件中隽不疑使用《春秋》一书解决了这一个疑难问题并受到广泛赞许也说明了春秋决狱至此已演成解决政治疑难的司法手段。